# Шорт, Билл
Уильям Росс Шорт (англ. William Ross Short; 27 ноября 1937, Кингстон, Нью-Йорк — 2 февраля 2022, Сарасота, Флорида) — американский бейсболист, играл на позиции питчера. С перерывами выступал в Главной лиге бейсбола с 1960 по 1969 год. Член Зала славы Международной лиги.

## Биография

### Ранние годы и начало карьеры
Уильям Шорт родился 27 ноября 1937 года в Кингстоне в штате Нью-Йорк. Один из четырёх детей в семье работника социальной службы и бейсболиста-любителя Эла Шорта. Он окончил начальную школу Порт-Юэна, затем учился в старшей школе в Ньюберге. После выпуска он провёл один год в общественном колледже округа Ориндж, а затем подписал контракт с клубом «Нью-Йорк Янкис». Профессиональную карьеру Шорт начал в команде Аппалачской лиги «Бристол Твинс», в сезоне 1955 года сыграв тринадцать матчей с двумя победами и тремя поражениями.
В 1956 году он играл на уровне C-лиги за «Монро Спортс», в следующем сезоне выступал за «Пеорию Чифс» и «Бингемтон Триплетс», постепенно продвигаясь по системе младших лиг. Весной 1959 года Шорт участвовал в сборах с основным составом «Янкис», после чего отыграл чемпионат в «Ричмонд Виргинианс». Будучи питчером стартовой ротации, он провёл на поле 178 иннингов с пропускаемостью 2,48, одержал семнадцать побед и потерпел шесть поражений. Его включили в число участников матча звёзд и признали самым ценным игроком Международной лиги. В прессе Шорта сравнивали с легендой «Янкис» Уайти Фордом. С октября 1959 по апрель 1960 года он находился на военной службе, а после демобилизации присоединился к основному составу клуба.

### Главная лига бейсбола
В апреле 1960 года Шорт дебютировал в Главной лиге бейсбола, выиграв свой первый же матч. На старте чемпионата он удостаивался лестных отзывов от тренеров и журналистов, но в начале июня получил травму локтя, провёл серию неудачных матчей и был переведён в фарм-клуб. Во второй половине сезона его ненадолго вернули в состав «Янкис», суммарно в чемпионате Шорт одержал три победы при пяти поражениях с пропускаемостью 2,28. В заявку клуба на Мировую серию он не попал.
В 1961 году он вновь провёл сборы с «Янкис», но перед стартом сезона был отправлен в «Ричмонд», где из-за проблем с локтём и операции смог принять участие всего в тринадцати играх. После окончания сезона во время драфта по правилу №5 его выбрал клуб «Балтимор Ориолс». В 1962 году он провёл за команду пять матчей с пропускаемостью 15,75 и был отправлен в фарм-команду уровня AAA-лиги. Следующие четыре с половиной сезона Шорт провёл в «Рочестер Ред Уингз», где входил в стартовую ротацию питчеров.
Вернуться в Главную лигу бейсбола ему удалось в 1966 году, после уверенного старта сезона в «Ред Уингз». За «Ориолс» он провёл шесть игр с ERA 2,87 при двух победах и трёх поражениях. В августе контракт Шорта за 20 тысяч долларов выкупили «Бостон Ред Сокс». После перехода тренерский штаб перевёл его на место реливера и до конца регулярного чемпионата он выходил на поле в десяти матчах с пропускаемостью 4,32. В октябре «Ред Сокс» продали его в «Коламбус Джетс», команду из системы «Питтсбург Пайрэтс».
После предсезонных сборов 1967 года Шорт пробился в состав «Пайрэтс» и сыграл за команду в шести играх с показателем ERA 3,86. В мае его перевели обратно в Коламбус, где он и выступал оставшуюся часть сезона. В октябре, когда чемпионат завершился, его продали в «Нью-Йорк Метс». В тот момент Шорт думал о завершении карьеры. Он неплохо зарабатывал на должности директора по физическому воспитанию одного из отделений YMCA, но в «Метс» предложили больший оклад с гарантией даже в случае перевода его в фарм-клуб.
Пробившись в состав клуба, Шорт оставался в нём на протяжении всего чемпионата. Он принял участие в 34 играх «Метс», провёл на поле 29 2/3 иннингов и заработал один сейв. Его пропускаемость составила 4,85. После окончания сезона его перевели в фарм-клуб «Джэксонвилл Санз», а оттуда, во время драфта по правилу №5, он ушёл в «Цинциннати Редс». Почти весь сезон он играл за Индианаполис Индианс в турнире Американской ассоциации. В основном составе «Редс» Шорт провёл лишь четыре матча.

### После окончания карьеры
С января 1970 года Шорт работал тренером питчеров в фарм-системе «Питтсбурга». Спустя несколько лет он окончательно ушёл из бейсбола и вместе с женой переехал во Флориду. В 2009 году его избрали в Зал славы Международной лиги.
Билл Шорт скончался 2 февраля 2022 года в Сарасоте в возрасте 84 лет.